# 阿尔比恩 (纽约州)
阿尔比恩（Albion）是美国纽约州奥尔良县的一个村，是奥尔良县的县城，距罗切斯特市西北约48公里，是罗切斯特大都会统计区的一部分。2010年人口普查时人口为6,056人。 该村位于县中心，位于阿尔比恩和盖恩斯两个城镇内。 